# Belgern
Belgern (phát âm tiếng Đức: [ˈbɛlɡɐn]) là một thị trấn thuộc huyện Nordsachsen, bang tự do Sachsen nước Đức. Đô thị Belgern có diện tích 83,7 km², dân số thời điểm ngày 31 tháng 12 năm 2005 là 5075 người. Thị trấn Belgern năm ở tả ngạn sông Elbe, 12 km về phía đông nam Torgau và 55 km về phía đông Leipzig.